# Асташонок Олександр Сергійович
Олександр Асташенок (рос. Асташёнок; нар.. 8 листопада 1981, Оренбург, РРФСР) — російський музикант і актор. Соліст групи «Корні» (2002—2010), переможець першої «Фабрики зірок».

## Біографія
Олександр Асташенок народився 8 листопада 1981 року в місті Оренбурзі, Російської РФСР. З дитинства захоплювався музикою, грав на гітарі і клавішних. У коледжі захоплювався плаванням і навіть посів перше місце на чемпіонаті з плавання свого міста.
Пробував себе в ролі телеведучого, деякий час вів авторську програму про кіно на місцевому телебаченні. У 1998 році в Оренбурзі разом з друзями створив рок-групу «Ореол». Група засвітилася на місцевих фестивалях і багато гастролювала. У 2002 році Олександр Асташенок переміг у телепроєкті «Фабрика Зірок», де утворилася музична група «Корні», учасником якої і став Олександр.
Протягом восьми років роботи в групі «Корні» Олександр Асташенок написав ряд пісень для репертуару групи, серед яких пісня «З днем народження, Віка». Вона завоювала численні нагороди, такі, як «Золотий грамофон», «Звукова доріжка», і багато інших. Також, за підрахунками даних всіх радіостанцій, «З днем народження, Віка» була визнана найбільш ротованою піснею 2004 року.
У липні 2010 року після 8 років роботи в групі «Корні» Олександр Асташенок покинув колектив. У тому ж році закінчив акторський факультет ГІТІСу (майстерня професора М. В. Скандарова).
29 січня 2011 року в Інституті Російського Театру відбулася прем'єра вистави «…поки смерть не розлучить нас…» (реж. Вікторія Лезіна) за участю Олександра Асташонка і Павла Артем'єва.
У 2011 році на запрошення компанії RWS Олександр Асташенок зіграв одну з головних ролей у телесеріалі «Дар», який вийшов на телеканалі Інтер. За чутками, спочатку персонаж Олександра Костя Гордєєв планувався як другорядний. Але пізніше було прийнято рішення вивести героя на перший план.
У червні 2011 Олександр Асташенок був саунд-продюсером концерту на Красній площі, присвяченого Дню Росії. Концерт транслювався в прямому ефірі на провідних каналах країни.
У червні 2012 року Олександр Асташенок знявся в одній з головних ролей у фільмі «Поки ще жива» режисера Олександра Атанесяна. У фільмі також грають: Андрій Панін, Олексій Макаров, Равшана Куркова, Костянтин Крюков, Марат Башаров, Євгенія Трофімова, Ігор Жижикін та інші. Олександр був затверджений на роль без попередніх проб. Режисер фільму Олександр Атанесян зазначив: «У мене було два кандидата на цю роль. Один страшно поправився, поки чекали початку знімального періоду, другий раптово волів у перший знімальний день вести конкурс краси у Владивостоці і я дав завдання кастинг-директор знайти мені музиканта з акторською освітою або актора — з музичною. Мені буквально за день до початку зйомок знайшли Асташонка. І я їм дуже задоволений. Він тут же сів у поїзд і вранці на тремтячих ногах від утоми увійшов в кадр, читав сценарій, тут же грав, молодець». Спеціально для фільму Олександр написав, спродюсував і записав на своїй студії кілька пісень: «Just one more night», «I wanna feel it», «You are perfection».
З липня по грудень 2012 року Олександр Асташенок брав участь у зйомках четвертого сезону популярного серіалу «Закрита школа» на каналі СТС. Олександр зіграв нового героя, шпигуна, онука одного з головних нацисток, який проник у школу, як таємний агент. «Я потрапив на зйомки несподівано і дуже швидко. Коли я почув, що мова йде про „Закриту школу“, відразу погодився зніматися, — зізнається Олександр — Звичайно, я не можу сказати, що дивився всі серії, але прекрасно розумію, що це за проект, які рейтинги він має і яка у нього висока якість. Для мене це запрошення було величезною честю, я сприйняв його з цікавістю і задоволенням. Кастинг пройшов дуже швидко — ми з режисером пройшли буквально одну сцену, мене розпитували про мою зайнятість і через два дні запросили на зйомки. Що теж було дуже приємно».
У червні 2013 року в Санкт-Петербурзі пройшли зйомки чотирьох пілотних серій телефільму «Тато в законі», в якому Олександр зіграв головну роль. У проекті також взяли участь Поліна Філоненко, Маша Полієнко, Аркадій Коваль, Поліна Толстун, Анастасія Стежко та інші.
Восени 2013 року, на замовлення каналу «Росія 1», в Криму пройшли зйомки двосерійного телевізійного фільму «Карнавал по-нашому», де Олександр виконав головну роль. Партнерами по знімальному майданчику стали: Тетяна Рибинець, Валерій Афанасьєв, Ірина Бякова, Анатолій Калмиков та інші.
З січня по лютий 2015 року пройшли зйомки 4-серійної романтичної комедії «Жозефіна і Наполеон» (реж. Галина Сальгареллі), де Олександр в черговий раз зіграв головну чоловічу роль. У проекті так само знімалися: Анастасія Стежко, Микита Тарасов, Андрій Градов, Марчін Руй, Ірина Баринова та інші.
У квітні 2015 року Олександр Асташенок знявся в проекті «Третя спроба» і зіграв одну з головних ролей. Прем'єра відбулася 5 вересня 2015 року на каналі Росія 1.
16 серпня 2015 року почалися зйомки нового 4-серійного фільму Гроші (телесеріал), в якому Олександр зіграє одну з головних ролей (Вадим Якушев, офіцер КДБ). Фільм заснований на реальних подіях і розповідає про боротьбу держави з фальшивомонетниками в Радянському Союзі. У головних ролях: Ольга Диховічна, Федір Лавров, Дарина Єкамасова, Олександр Асташенок.

## Сольні пісні
- Віка (у складі групи Корні)
- Just one more night (OST «Поки ще жива»)
- I wanna feel it (OST «Поки ще жива»)
- You are perfection (OST «Поки ще жива»)

## Особисте життя
З 2004 року Олександр Асташенок одружений з Оленою Венгржиновською, яка була директором групи «Корні» до 2006 року. 24 грудня 2004 року у них народилася донька Вікторія.
Має в колекції кілька іменних гітар фірми «Scorpio», подарованих особисто генеральним директором компанії Володимиром Атроховим. Одну з них прикрашає напис «Astashenok lucky man».